# IO Близнецов
IO Близнецов (лат. IO Geminorum) — двойная затменная переменная звезда (E) в созвездии Близнецов на расстоянии (вычисленном из значения параллакса) приблизительно 11 056 световых лет (около 3 390 парсек) от Солнца. Видимая звёздная величина звезды — от менее +17m до +16,2m. Орбитальный период — около 0,79 суток (18,96 часов).

## Характеристики
Первый компонент — жёлтая звезда спектрального класса G. Эффективная температура — около 5507 К.